# Dicranota (Rhaphidolabis) laticollis
Dicranota (Rhaphidolabis) laticollis is een tweevleugelige uit de familie Pediciidae. De soort komt voor in het Oriëntaals gebied.